# Đắk Lắk
Đắk Lắk (trước đây là Darlac) là một tỉnh ven biển nằm ở Nam Trung Bộ, miền Trung Việt Nam và là tỉnh có diện tích lớn thứ ba Việt Nam. Trung tâm hành chính của tỉnh là phường Buôn Ma Thuột.
Theo dữ liệu Sáp nhập tỉnh, thành Việt Nam 2025, 	Đắk Lắk	có diện tích: 	18.096	km²,	xếp thứ	3; dân số:	3.346.853	người,	xếp thứ	17; GRDP 2024: 	198.132.950	triệu VNĐ, xếp thứ	21; thu ngân sách 2024:	14.095.836	triệu VNĐ, xếp thứ	25; thu nhập bình quân:	46,82	triệu VNĐ/năm, 	xếp thứ	27.
Ngày 26 tháng 11 năm 2003, tỉnh Đắk Lắk được tách thành hai tỉnh là Đắk Lắk và Đắk Nông. Kể từ ngày 12 tháng 6 năm 2025, tỉnh Đắk Lắk được sáp nhập với tỉnh Phú Yên, lấy tên là tỉnh Đắk Lắk.
Đắk Lắk được xem là một trong những cái nôi nuôi dưỡng Không gian văn hóa cồng chiêng Tây Nguyên, được UNESCO công nhận là kiệt tác truyền khẩu và phi vật thể của nhân loại.

## Tên gọi
Theo các nhà nghiên cứu, Đắk Lắk [daːk laːk] bắt nguồn từ tiếng Mnông (phát âm gần giống như "đác lác") nghĩa là "hồ Lắk", với dak nghĩa là "nước" hoặc "hồ". Từ dak này, cũng giống như các từ có âm "đạ" (Đạ Tẻh), "đà" (Đà Lạt, Đà Nẵng). Đa/ đạ/ đà là âm của một từ có nghĩa là "nước, nguồn nước, sông" của vùng người dân tộc sinh sống.

## Địa lý

### Vị trí địa lý
Tỉnh Đắk Lắk nằm ở trung tâm vùng Tây Nguyên, đầu nguồn của hệ thống sông Srêpốk và một phần của sông Ba. Tỉnh Đắk Lắk có vị trí địa lý:
- Phía đông giáp Biển Đông
- Phía tây giáp tỉnh Mondulkiri của Campuchia với đường biên giới dài 193 km[6]
- Phía nam giáp tỉnh Khánh Hòa và tỉnh Lâm Đồng
- Phía bắc giáp tỉnh Gia Lai.

Độ cao trung bình 400 – 800 m so với mặt nước biển, cao nhất là đỉnh núi Chư Yang Sin có độ cao 2442 m so với mực nước biển, đây cũng chính là đỉnh núi cao nhất ở Đắk Lắk.
Tuy nhiên, do điều kiện lịch sử chia tách và sáp nhập nên 9.300 ha nằm giữa xã Ea Trang (huyện M'Đrắk, tỉnh Đắk Lắk) và xã Ninh Tây (thị xã Ninh Hòa, tỉnh Khánh Hòa) nằm trong diện tranh chấp để phân định địa giới hành chính giữa 2 tỉnh.

### Điều kiện tự nhiên

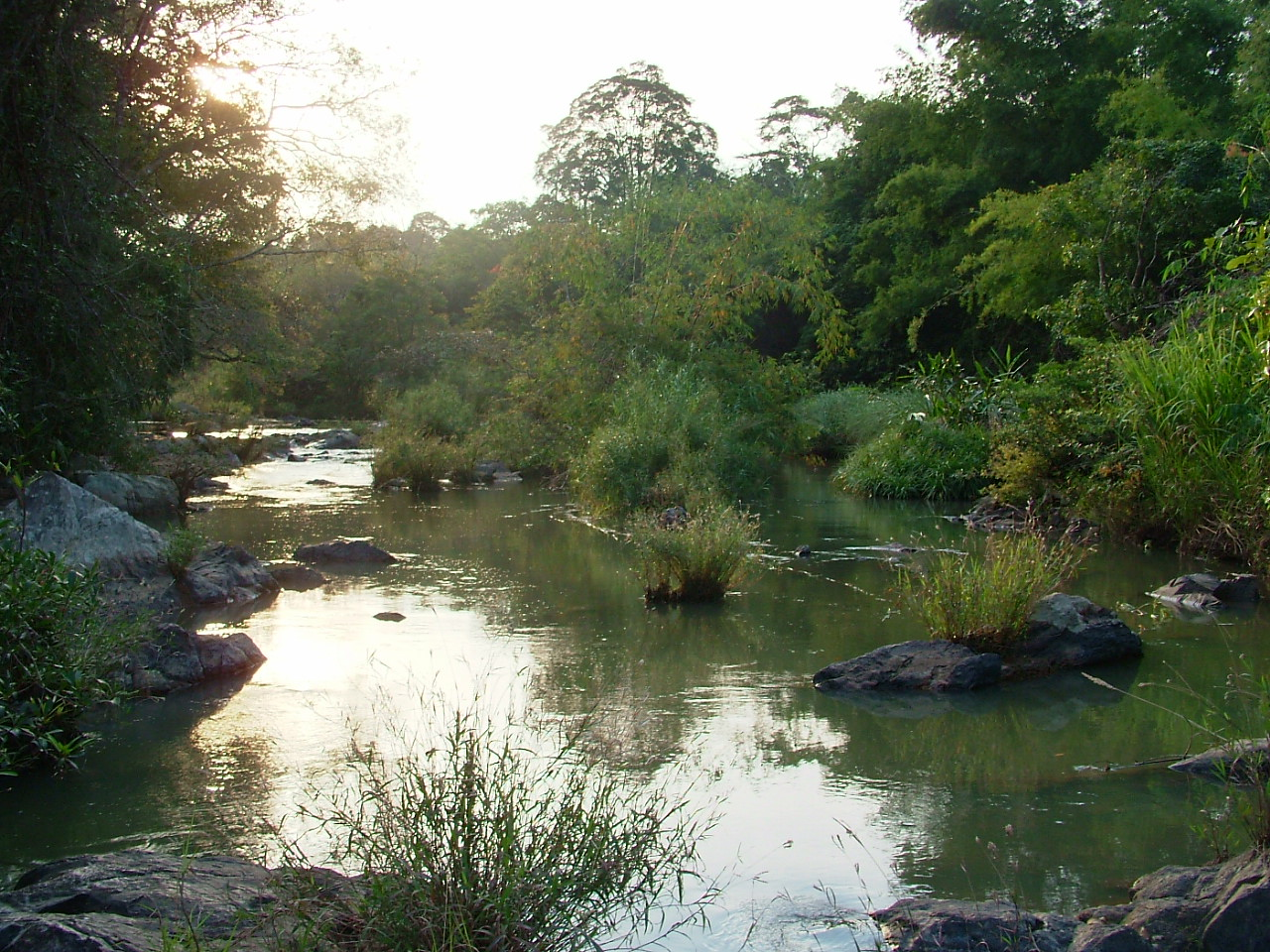
Suối trong rừng Ea So

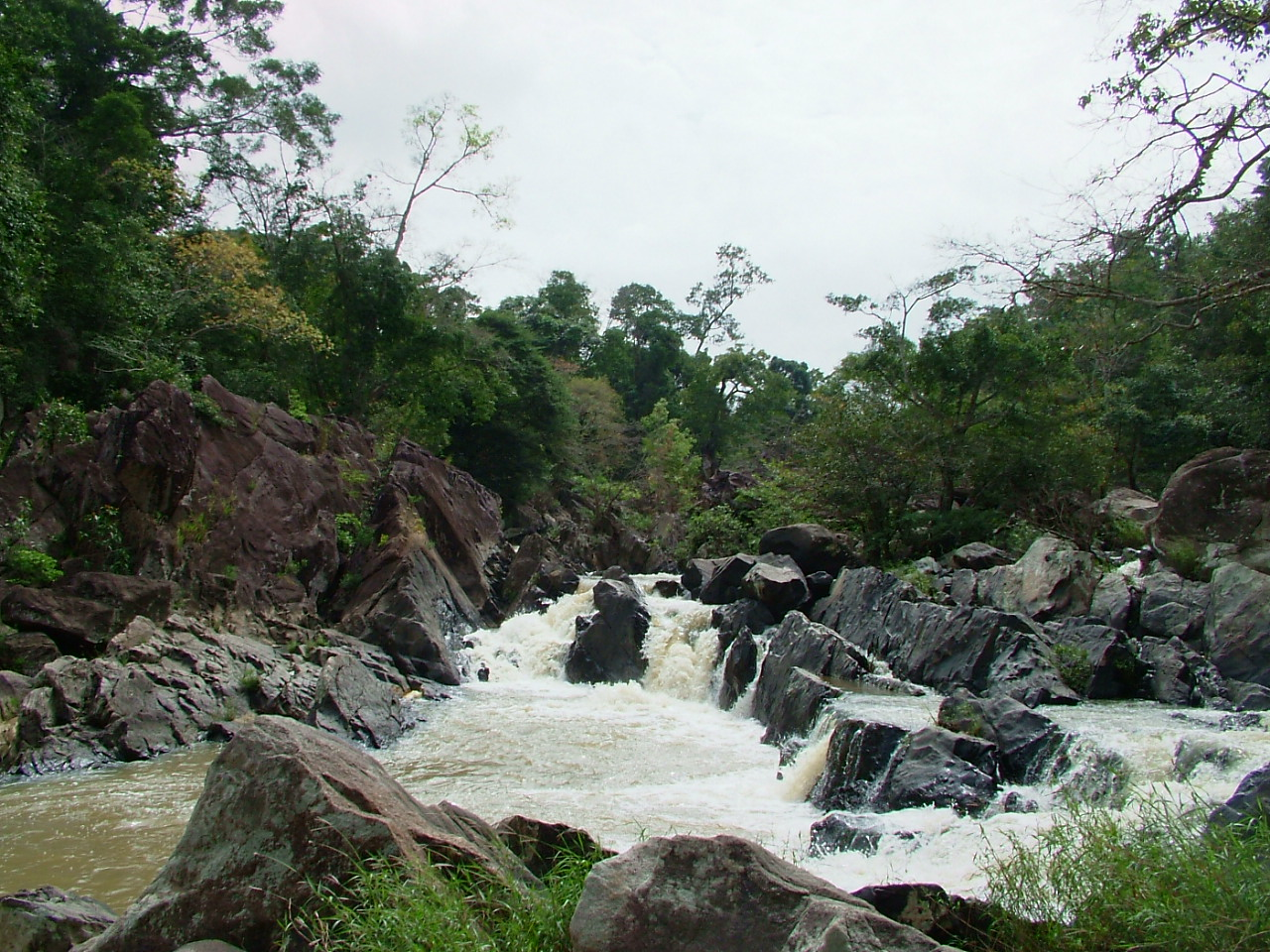
Thác Dray K'nao ở M'Drak

Đắk Lắk địa hình có hướng thấp dần từ Đông Nam sang Tây Bắc: nằm ở phía Tây và cuối dãy Trường Sơn, là 1 cao nguyên rộng lớn, địa hình dốc thoải, khá bằng phẳng xen kẽ với các đồng bằng thấp ven các dòng sông chính. Khí hậu toàn tỉnh được chia thành 2 tiểu vùng. Vùng phía Tây Bắc có khí hậu nắng nóng, khô hanh về mùa khô, vùng phía Đông và phía Nam có khí hậu mát mẻ, ôn hoà. Thời tiết chia làm 2 mùa khá rõ rệt là mùa mưa và mùa khô. Mùa mưa thường bắt đầu từ tháng 5 đến tháng 10 kèm theo gió Tây Nam thịnh hành, các tháng có lượng mưa lớn nhất là tháng 7,8,9, lượng mưa chiếm 80-90% lượng mưa trong năm. Riêng vùng phía Đông do chịu ảnh hưởng của đông Trường Sơn nên mùa mưa kéo dài hơn tới tháng 11. Mùa khô từ tháng 11 đến tháng 4 năm sau, trong mùa này độ ẩm giảm, gió Đông Bắc thổi mạnh, bốc hơi lớn, gây khô hạn nghiêm trọng. Lượng mưa trung bình nhiều năm toàn tỉnh đạt từ 1600–1800 mm.
Rừng Đắk Lắk có diện tích và trữ lượng lớn nhất cả nước với nhiều chủng loại gỗ quý hiếm, nhiều loại cây đặc sản vừa có giá trị kinh tế vừa có giá trị khoa học, phân bố trong điều kiện thuận lợi nên tái sinh rừng có mật độ khá lớn. Khoáng sản với trữ lượng khác nhau, trong đó một số loại khoáng sản đã được xác định là sét cao lanh, sét gạch ngói, ngoài ra, trên địa bàn tỉnh còn có nhiều loại khoáng sản khác như vàng, phosphor, than bùn, đá quý... có trữ lượng không lớn phân bố ở nhiều nơi trong tỉnh .
Hệ thống sông suối trên địa bàn tỉnh khá phong phú, phân bố tương đối đồng đều, tuy nhiên do địa hình dốc nên khả năng trữ nước kém, những khe suối nhỏ hầu như không có nước trong mùa khô. Bên cạnh hệ thống sông suối khá phong phú, trên địa bàn tỉnh hiện nay còn có rất nhiều hồ tự nhiên và hồ nhân tạo như hồ Lắk, Ea Kao, Buôn Triết, Ea So...

### Nạn phá rừng
Tổng diện tích rừng và đất lâm nghiệp trên địa bàn có hơn 720.000 ha. Trong đó, diện tích đất có rừng hơn 526.000 ha, độ che phủ rừng đạt hơn 39,3% (tính cả cây cao su). Rừng được giao cho 15 công ty lâm nghiệp, 7 ban quản lý rừng đặc dụng, 4 ban quản lý rừng phòng hộ, 69 doanh nghiệp có chức năng quản lý, tổ chức sản xuất kinh doanh, khoanh nuôi bảo vệ rừng và 1 phần giao cho UBND cấp huyện, cấp xã quản lý, Thống kê của Chi cục Kiểm lâm tỉnh Đắk Lắk, trong năm 2020, các lực lượng chức năng đã phát hiện, xử lý 1.407 vụ vi phạm, tịch thu 2.441,7 m³ gỗ và 717 phương tiện các loại, thu nộp ngân sách nhà nước hơn 18,8 tỷ đồng. So với năm 2019, số vụ vi phạm giảm 217 vụ. Tuy số vụ giảm, nhưng những vụ phá rừng với quy mô lớn và táo bạo vẫn diễn ra.
Một trong những nguyên nhân dẫn đến nạn phá rừng là do chính quyền địa phương có rừng chưa thực hiện đầy đủ trách nhiệm được giao trong quản lý bảo vệ rừng. Một số cán bộ, công chức trong lực lượng bảo vệ rừng còn thiếu trách nhiệm, thậm chí bao che, tiếp tay cho lâm tặc nên còn sơ hở để các đối tượng làm ăn phi pháp lợi dụng thực hiện hành vi vi phạm.

## Lịch sử
Đắk Lắk (còn ghi theo tiếng Pháp là Darlac) được thành lập theo nghị định ngày 22 tháng 11 năm 1904 của Toàn quyền Đông Dương.
Từ DAK có những từ tương đồng như Dar, đạ, đà. Các từ này tương ứng với các từ chỉ nơi chốn như Đà Nẵng, Đà Lạt, Đạ Tẻn, Đak Hà....v.v....Từ Dak = Dar = Đạ = Đà có nghĩa như 1 vùng lãnh thổ xuất hiện trong vùng đất của quốc gia Chăm Pa cổ xưa. Ngoài ra từ (Dar = Dak = Đạ = Đà) cũng có nghĩa là nước (như Đạ Lạch = dòng sông/suối của người Lạch (Đà Lạt), hay Đa Gui (Ma-đa-gui) = dòng sông "vàng" của người Mạ tại khu vực giáp ranh với Đồng Nai trên quốc lộ 20, nơi có rất nhiều người Mạ sinh sống), "Đạ / Đà" ám chỉ một nguồn nước như sông/suối thuộc quyền cai quản của một dân tộc thiểu số tại một khu vực nhất định. Trong các nghiên cứu về Chăm Pa, một số nhận định của các nhà nghiên cứu cũng cho rằng Champa quản lí đất nước giống như các tiểu bang thời nay ở nước ngoài.
Từ LAK có từ tương đồng LAC là tiếng của người bản địa ( Người M'nông R'Lăm ) Dak Lak có nghĩa là Nước mênh mông, Người M'nông từ họ sinh sống quanh hồ Lak. Theo các già làng ở vùng cao nguyên cũng cho rằng từ LAC là phiên âm của từ LẠCH. Theo dân gian thì người Lạch là các nhà buôn và trao đổi hàng hóa gốm xứ ở vùng cao nguyên (thương gia người dân tộc Lạch) trong thời Chăm Pa cổ. Các sử thi như sử thi Đăm Săn cũng nói về người Lạch. Từ DAKLAK hay DARLAC hoặc ĐẠ LẠCH ý nói như vùng đất hay địa bàn mà người Lạch hay trao đổi hàng hóa tại đây.

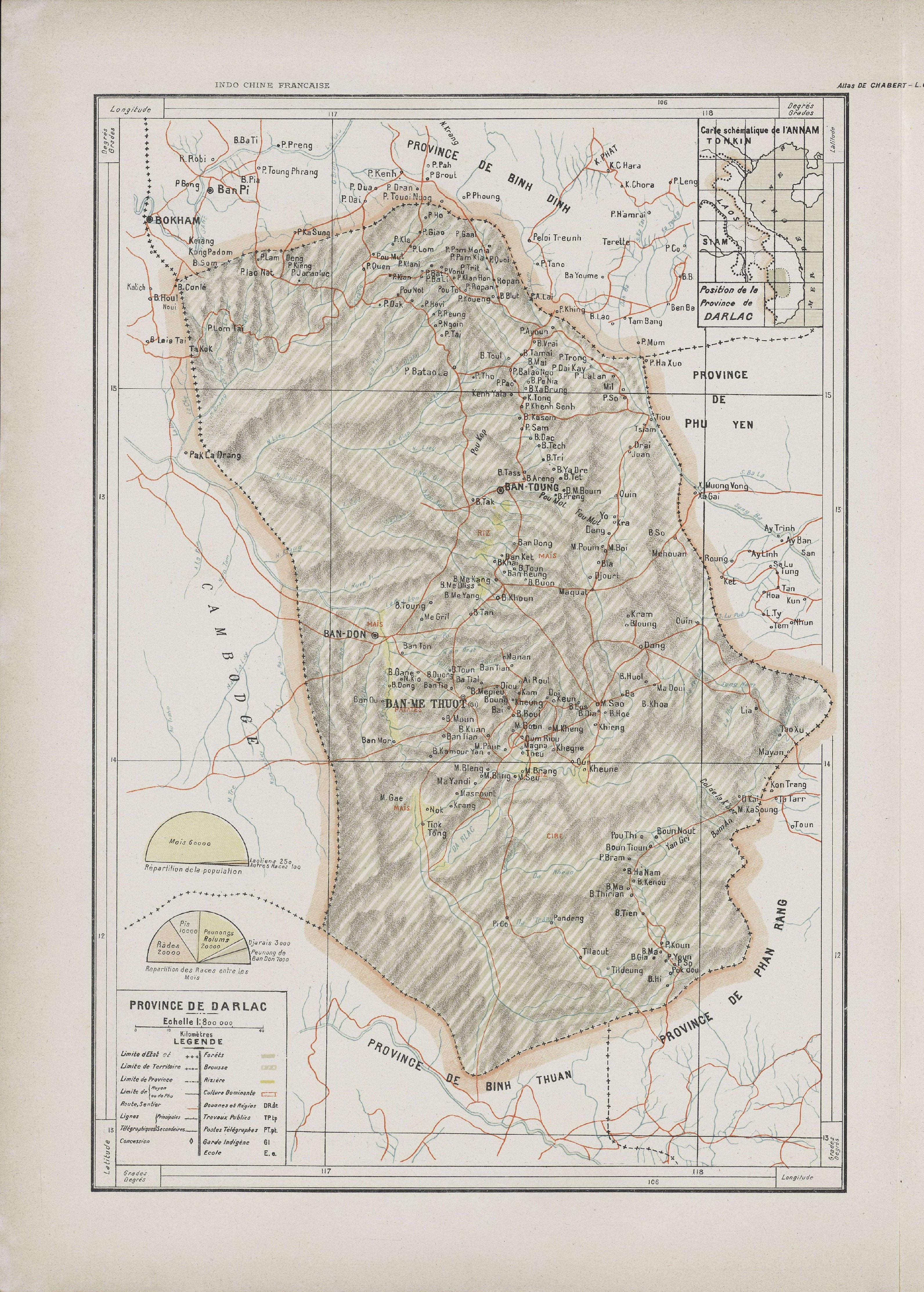
Bản đồ tỉnh Darlac năm 1909 (bấy giờ địa bàn bao gồm cả một phần các tỉnh Gia Lai và Đắk Nông ngày nay)

Các công sứ Pháp từ 1900 - 1930 là: 
1. Leon Bourgeois (1899 - 1904)[11]
2. Charles J. Bardin (1904 - 1905)
3. Henri Besnard (1905[12] - 1909)
4. Antoine G. Groslier (1909 - 1912)
5. Louis Cottez (1912 - 1913)
6. Leopold Sabatier (1913 - 1925[13][14])
7. Paul E. Giran (1925 - 1931[15])
8. Desteney (1931 - 1934; về sau làm Công sứ tỉnh Thừa Thiên[16])
9. Henri Gerbinis (1935 - 1938)[17]....

Đến ngày 9 tháng 2 năm 1913 thì tỉnh này trở thành 1 đơn vị hành chính trực thuộc tỉnh Kon Tum được thành lập cùng ngày. Mãi đến ngày 2 tháng 7 năm 1923 tỉnh Đắk Lắk mới được tái lập. Lúc mới tái lập, Đắk Lắk chưa chia huyện, tổng mà chỉ có đơn vị làng (còn gọi là buôn hay bon), người Ê Đê có 151 làng, người Bih có 24 làng, người Gia Rai có 11 làng, người Krung có 28 làng, người M'dhur có 120 làng, người M'Nông có 117 làng, người Xiêm có 1 làng. Năm 1931, trong cuộc cải cách hành chính toàn Đông Dương, tỉnh Đắk Lắk được chia làm 5 quận, gồm có Ban Mê Thuột, Buôn Hồ, Đăk Song, Lắk và M'Drắk, dưới có 440 làng.
Ngày 15 tháng 4 năm 1950, Bảo Đại ban hành Dụ số 6 đặt Cao nguyên Trung phần, trong đó có Đắk Lắk, làm Hoàng triều Cương thổ, có quy chế cai trị riêng.
Nghị định số 356-BNV/HC/NĐ của chính quyền Việt Nam Cộng hòa ngày 2 tháng 7 năm 1958 ấn định tỉnh Đắk Lắk (được ghi là Darlac) có 5 quận, 21 tổng và 77 xã. Trong đó, Quận Ban Mê Thuột có 4 tổng, Quận Lạc Thiện (đổi tên từ quận Lăk) có 7 tổng, Quận M'Đrak có 4 tổng, Quận Đak Song có 2 tổng và Quận Buôn Hồ có 4 tổng.

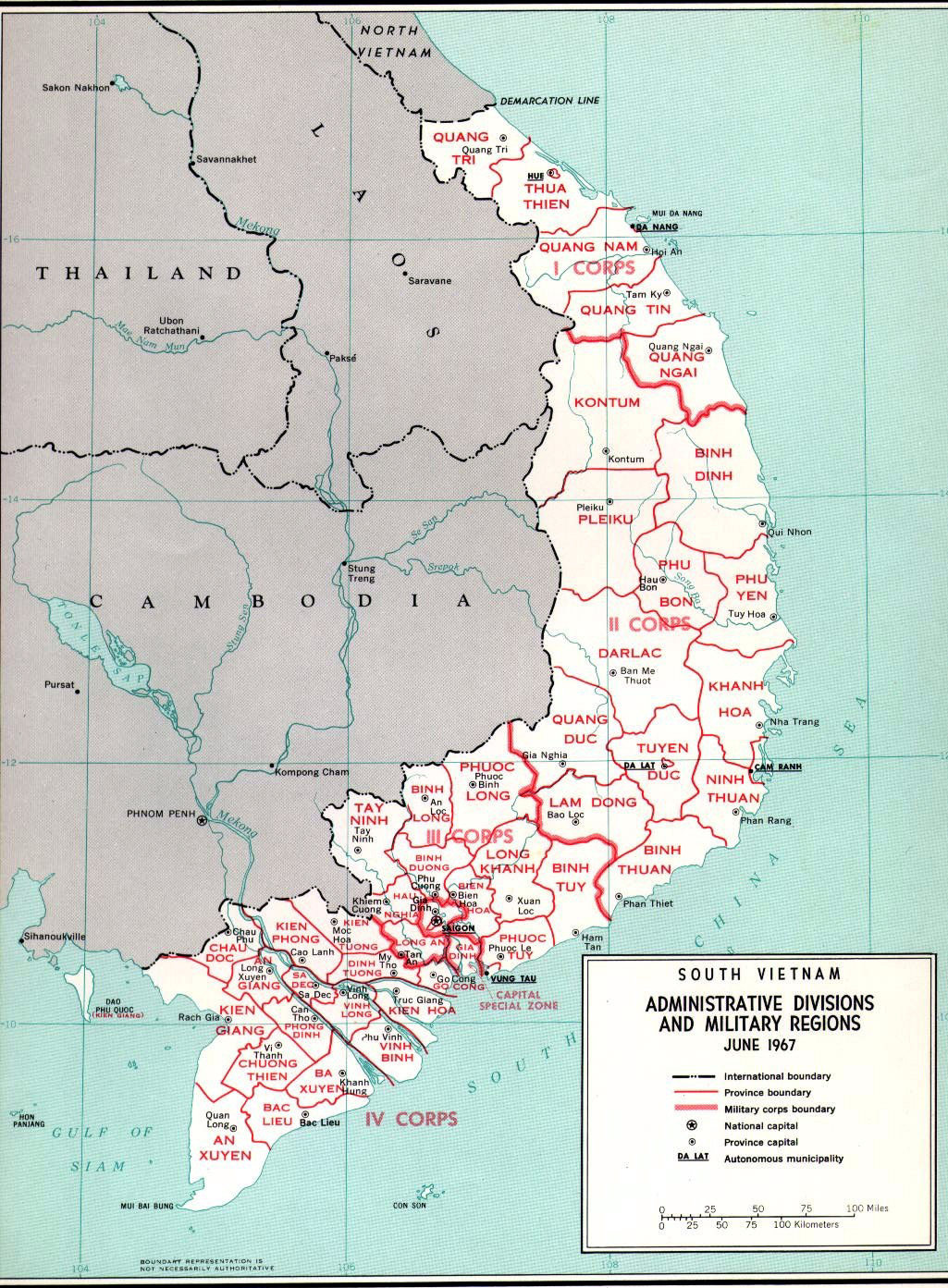
Bản đồ hành chính năm 1967 cho biết địa giới tỉnh Darlac của Việt Nam Cộng Hòa.

Ngày 23 tháng 1 năm 1959, Chính quyền Việt Nam Cộng hòa ban hành Nghị định số 24/NV, tách gần như toàn bộ quận Đak Song của tỉnh Darlac, lập ra tỉnh Quảng Đức. Như vậy tỉnh Darlac còn lại 4 quận. Sau đó quận M'Đrak lại bị xé lẻ, một phần nhập vào tỉnh Khánh Hòa và một phần nhập vào tỉnh Phú Yên. Tháng 12 năm 1960, Chính phủ cách mạng chính thức thành lập tỉnh Quảng Đức dựa trên sự phân chia ranh giới của địch, lấy mật danh là B4.
Ngày 20 tháng 12 năm 1963, lập thêm một quận mới tên là Phước An, quận lỵ đặt tại Phước Trạch, đến ngày 1 tháng 9 năm 1965 chuyển về Thuận Hiếu. Sau này lại bỏ cấp tổng, nên chỉ còn cấp quận (4 quận) và xã.
| Dân số tỉnh Darlac 1967 | Dân số tỉnh Darlac 1967 |
| Quận                    | Dân số                  |
| ----------------------- | ----------------------- |
| Ban Mê Thuột            | 95.664                  |
| Buôn Hồ                 | 31.527                  |
| Lạc Thiện               | 19.456                  |
| Phước An                | 10.887                  |
| Tổng số                 | 157.534                 |

Tháng 11 năm 1975, tỉnh Quảng Đức lại nhập vào tỉnh Đắk Lắk. Sau năm 1975, tỉnh Đắk Lắk gồm thị xã Buôn Ma Thuột và 6 huyện: Đắk Mil, Đắk Nông, Krông Búk, Krông Pắc, Lắk và Buôn Hồ
Ngày 30 tháng 8 năm 1977, chia huyện Krông Búk thành 2 huyện: Krông Búk và Ea Súp; chia huyện Krông Pắk thành 2 huyện: Krông Pắc và M'Drắk.
Ngày 3 tháng 4 năm 1980, chia huyện Krông Búk thành 2 huyện: Krông Búk và Ea H'leo.
Ngày 19 tháng 9 năm 1981, thành lập huyện Krông Ana trên cơ sở tách ra từ huyện Krông Pắk và thị xã Buôn Ma Thuột; chia huyện Krông Pắk thành 2 huyện: Krông Pắk và Krông Bông.
Ngày 23 tháng 1 năm 1984, chia huyện Ea Súp thành 2 huyện: Ea Súp và Cư M'gar.
Ngày 22 tháng 2 năm 1986, chia huyện Đắk Nông thành 2 huyện: Đắk Nông và Đắk R'lấp.
Ngày 13 tháng 9 năm 1986, thành lập huyện Ea Kar trên cơ sở tách ra từ 2 huyện Krông Pắc và M'Drắk.
Ngày 9 tháng 11 năm 1987, chia huyện Krông Búk thành 2 huyện: Krông Búk và Krông Năng; thành lập huyện Krông Nô trên cơ sở tách một số xã thuộc các huyện Đắk Mil, Đắk Nông và Lắk.
Ngày 19 tháng 6 năm 1990, thành lập huyện Cư Jút trên cơ sở tách ra từ huyện Đắk Mil và thị xã Buôn Ma Thuột.
Ngày 21 tháng 1 năm 1995, chuyển thị xã Buôn Ma Thuột thành thành phố Buôn Ma Thuột.
Ngày 7 tháng 10 năm 1995, chia huyện Ea Súp thành 2 huyện: Ea Súp và Buôn Đôn.
Ngày 21 tháng 6 năm 2001, thành lập huyện Đắk Song trên cơ sở tách ra từ 2 huyện Đắk Nông và Đắk Mil.
Đến cuối năm 2002, tỉnh Đắk Lắk có diện tích 19.576,4 km², dân số 2.029.972 người, có tỉnh lị là thành phố Buôn Ma Thuột và 18 huyện: Buôn Đôn, Cư Jút, Cư M'gar, Đắk Mil, Đắk Nông, Đắk R'lấp, Đắk Song, Ea H'leo, Ea Kar, Ea Súp, Krông Ana, Krông Bông, Krông Búk, Krông Năng, Krông Nô, Krông Pắc, Lắk, M'Drắk.
Ngày 26 tháng 11 năm 2003, Quốc hội ra Nghị quyết số 22/2003/QH11, tỉnh Đắk Lắk tách thành 2 tỉnh mới là Đắk Lắk và Đắk Nông, nên số huyện giảm xuống còn 12 huyện:
- Tỉnh Đắk Lắk gồm thành phố Buôn Ma Thuột và 12 huyện: Buôn Đôn, Cư M'gar, Ea H'leo, Ea Kar, Ea Súp, Krông Ana, Krông Bông, Krông Búk, Krông Năng, Krông Pắc, Lắk, M'Drắk, các xã Ea R'Bin và Nam Ka của huyện Krông Nô; các xã Hòa Khánh, Hòa Xuân và Hòa Phú của huyện Cư Jut.
- Tỉnh Đắk Nông gồm 6 huyện: huyện Đắk R'Lấp; huyện Đắk Nông; huyện Đắk Song; huyện Đắk Mil; huyện Krông Nô (trừ các xã Ea R'Bin và Nam Ka); huyện Cư Jut (trừ các xã Hòa Khánh, Hòa Xuân và Hòa Phú).

Ngày 28 tháng 2 năm 2005, thành phố Buôn Ma Thuột được công nhận là đô thị loại II.
Ngày 27 tháng 8 năm 2007, chia huyện Krông Ana thành 2 huyện: Krông Ana và Cư Kuin.
Ngày 23 tháng 12 năm 2008, thành lập thị xã Buôn Hồ trên cơ sở tách ra từ huyện Krông Búk. Tính từ thời điểm này cho đến hết ngày 11 tháng 6 năm 2025, Tỉnh Đắk Lắk có 1 thành phố, 1 thị xã và 13 huyện.
Ngày 9 tháng 2 năm 2010, thành phố Buôn Ma Thuột được công nhận là là đô thị loại I trực thuộc tỉnh Đắk Lắk.
Ngày 12 tháng 6 năm 2025, Quốc hội ban hành Nghị quyết số 202/2025/QH15 về việc sắp xếp đơn vị hành chính cấp tỉnh (có hiệu lực từ ngày ban hành). Theo đó, toàn bộ diện tích tự nhiên và quy mô dân số của tỉnh Phú Yên và tỉnh Đắk Lắk được sắp xếp lại để thành lập một đơn vị hành chính mới, giữ nguyên tên gọi là tỉnh Đắk Lắk. Sau khi sắp xếp, tỉnh Đắk Lắk có diện tích tự nhiên là 18.096,40 km² và quy mô dân số là 3.346.853 người.

## Hành chính
Tỉnh Đắk Lắk được chia thành 102 đơn vị hành chính cấp xã, trong đó bao gồm 88 xã và 14 phường.
| Tên           | Diện tích (km²) | Dân số (người) |
| ------------- | --------------- | -------------- |
| Phường (14)   |                 |                |
| Bình Kiến     | 73,71           | 44.406         |
| Buôn Hồ       | 66,54           | 62.780         |
| Buôn Ma Thuột | 71,99           | 169.596        |
| Cư Bao        | 104,94          | 36.911         |
| Đông Hòa      | 77,54           | 47.632         |
| Ea Kao        | 60,70           | 57.070         |
| Hòa Hiệp      | 40,81           | 53.597         |
| Phú Yên       | 44,04           | 61.799         |
| Sông Cầu      | 90,49           | 38.891         |
| Tân An        | 56,41           | 64.122         |
| Tân Lập       | 46,70           | 73.316         |
| Thành Nhất    | 32,22           | 52.466         |
| Tuy Hòa       | 33,77           | 126.118        |
| Xuân Đài      | 13,40           | 21.574         |
| Xã (88)       |                 |                |
| Buôn Đôn      | 1.113,79        | 6.582          |
| Cuôr Đăng     | 102,84          | 28.804         |
| Cư M'gar      | 114,98          | 32.368         |
| Cư M'ta       | 261,06          | 13.592         |
| Cư Pơng       | 137,81          | 17.687         |
| Cư Prao       | 204,89          | 13.765         |
| Cư Pui        | 314,08          | 27.561         |
| Cư Yang       | 149,43          | 16.682         |
| Dang Kang     | 105,91          | 21.301         |
| Dliê Ya       | 179,73          | 46.569         |
| Dray Bhăng    | 101,37          | 39.801         |

| Tên       | Diện tích (km²) | Dân số (người) |
| --------- | --------------- | -------------- |
| Dur Kmăl  | 114,49          | 12.594         |
| Đắk Liêng | 135,55          | 22.881         |
| Đắk Phơi  | 266,83          | 14.726         |
| Đồng Xuân | 206,26          | 26.907         |
| Đức Bình  | 160,36          | 15.896         |
| Ea Bá     | 131,79          | 8.316          |
| Ea Bung   | 390,08          | 9.677          |
| Ea Drăng  | 171,34          | 54.475         |
| Ea Drông  | 111,13          | 23.951         |
| Ea H'leo  | 340,06          | 15.625         |
| Ea Hiao   | 361,69          | 30.796         |
| Ea Kar    | 198,67          | 87.972         |
| Ea Khăl   | 247,05          | 29.956         |
| Ea Kiết   | 201,83          | 20.177         |
| Ea Kly    | 107,63          | 40.161         |
| Ea Knốp   | 448,65          | 37.016         |
| Ea Knuếc  | 122,39          | 43.748         |
| Ea Ktur   | 100,72          | 54.269         |
| Ea Ly     | 140,35          | 12.104         |
| Ea M'Droh | 134,00          | 33.268         |
| Ea Na     | 134,18          | 42.164         |
| Ea Ning   | 86,21           | 34.175         |
| Ea Nuôl   | 111,74          | 43.706         |
| Ea Ô      | 137,73          | 23.852         |
| Ea Păl    | 102,52          | 15.049         |
| Ea Phê    | 84,66           | 48.605         |

| Tên          | Diện tích (km²) | Dân số (người) |
| ------------ | --------------- | -------------- |
| Ea Riêng     | 167,56          | 15.719         |
| Ea Rốk       | 544,60          | 28.785         |
| Ea Súp       | 418,72          | 30.762         |
| Ea Trang     | 207,40          | 6.547          |
| Ea Tul       | 159,51          | 34.876         |
| Ea Wer       | 184,61          | 29.708         |
| Ea Wy        | 213,94          | 28.567         |
| Hòa Mỹ       | 190,14          | 26.530         |
| Hòa Phú      | 109,07          | 48.822         |
| Hòa Sơn      | 108,55          | 25.392         |
| Hòa Thịnh    | 159,23          | 30.602         |
| Hòa Xuân     | 129,33          | 22.962         |
| Ia Lốp       | 194,09          | 6.502          |
| Ia Rvê       | 217,83          | 6.847          |
| Krông Á      | 291,60          | 12.900         |
| Krông Ana    | 107,23          | 48.491         |
| Krông Bông   | 166,03          | 23.168         |
| Krông Búk    | 134,83          | 30.822         |
| Krông Năng   | 98,34           | 43.678         |
| Krông Nô     | 282,01          | 9.976          |
| Krông Pắc    | 112,52          | 68.682         |
| Liên Sơn Lắk | 398,82          | 26.772         |
| M'Drắk       | 151,87          | 22.808         |
| Nam Ka       | 172,86          | 6.424          |
| Ô Loan       | 103,48          | 40.278         |

| Tên         | Diện tích (km²) | Dân số (người) |
| ----------- | --------------- | -------------- |
| Phú Hòa 1   | 142,54          | 54.212         |
| Phú Hòa 2   | 95,78           | 38.691         |
| Phú Mỡ      | 547,20          | 9.007          |
| Phú Xuân    | 140,74          | 34.836         |
| Pơng Drang  | 85,03           | 30.208         |
| Quảng Phú   | 111,34          | 61.104         |
| Sông Hinh   | 460,13          | 23.841         |
| Sơn Hòa     | 267,39          | 40.825         |
| Sơn Thành   | 218,11          | 27.838         |
| Suối Trai   | 186,95          | 11.387         |
| Tam Giang   | 195,80          | 25.470         |
| Tân Tiến    | 89,43           | 28.767         |
| Tây Hòa     | 55,14           | 49.720         |
| Tây Sơn     | 334,62          | 11.052         |
| Tuy An Bắc  | 52,32           | 26.174         |
| Tuy An Đông | 46,05           | 40.108         |
| Tuy An Nam  | 69,99           | 29.805         |
| Tuy An Tây  | 136,20          | 12.913         |
| Vân Hòa     | 151,47          | 6.661          |
| Vụ Bổn      | 109,13          | 18.111         |
| Xuân Cảnh   | 83,81           | 23.972         |
| Xuân Lãnh   | 174,65          | 15.933         |
| Xuân Lộc    | 114,01          | 27.609         |
| Xuân Phước  | 102,81          | 16.197         |
| Xuân Thọ    | 192,12          | 10.793         |
| Yang Mao    | 562,38          | 16.970         |

## Kinh tế - xã hội

### Kinh tế
Kinh tế chủ đạo của Đắk Lắk chủ yếu dựa vào sản xuất và xuất khẩu nông sản, lâm sản. Tỉnh có tiềm năng về du lịch sinh thái. Trong bảng xếp hạng về Chỉ số năng lực cạnh tranh cấp tỉnh của Việt Nam năm 2017, tỉnh Đắk Lắk xếp ở vị trí thứ 31/63 tỉnh thành. Đắk Lắk là tỉnh có diện tích và sản phẩm cà phê xuất khẩu lớn nhất cả nước, với diện tích 182.343 ha và sản lượng thu hoạch hàng năm đạt trên 400.000 tấn, chiếm 40% sản lượng cả nước. Tỉnh cũng là nơi trồng bông, ca cao, cao su, điều lớn của Việt Nam. Đồng thời, là nơi phát triển các loại cây ăn trái khác, như cây bơ, sầu riêng, chôm chôm, xoài...
Năm 2016, Đánh giá về việc thực hiện 18 chỉ tiêu nhiệm vụ chủ yếu năm 2016 cho thấy, có 12 chỉ tiêu đạt và vượt kế hoạch đề ra, nổi bật nhất là chỉ tiêu về tăng trưởng kinh tế. Cụ thể, tổng sản phẩm xã hội (GRDP - theo giá so sánh 2010) khoảng 44.571 tỷ đồng, đạt 101,3% kế hoạch; tăng trưởng kinh tế 7,02%. Cơ cấu kinh tế (theo giá hiện hành): nông - lâm - thủy sản đạt 44,81%; công nghiệp - xây dựng đạt 14,48%; dịch vụ đạt 38,68% (kế hoạch năm 2016 tương ứng là: 43 - 44%, 16 - 17%, 36 - 37%).
• Ngành nông, lâm, thủy sản ước đạt 18.892 tỷ đồng, bằng 107,6% kế hoạch, tăng trưởng 4,25% (Kế hoạch: 17.559 tỷ đồng, tăng 3,5 - 4%). Giá trị sản xuất của các loại cây trồng lâu năm và hằng năm trên địa bàn tỉnh tăng khoảng 250,4 tỷ đồng, tương ứng giá trị tăng thêm 118 tỷ đồng.
• Thu ngân sách nhà nước trên địa bàn ước đạt 4.100 tỷ đồng, bằng 97,6% kế hoạch do HĐND tỉnh giao (kế hoạch: 4.200 tỷ đồng) và đạt 120,2% kế hoạch Trung ương giao (kế hoạch: 3.671 tỷ đồng), tăng 20,2% so với thực hiện năm 2015.
• Giá trị sản xuất công nghiệp (giá so sánh 2010) năm 2016 thực hiện 13.750 tỷ đồng, tăng 18,5% so với năm 2015, đạt 108,2% kế hoạch.
Phấn đấu năm 2018, UBND tỉnh Đắk Lắk đề ra chỉ tiêu: Tổng sản phẩm xã hội đạt khoảng 51.480 tỷ đồng, tăng trưởng kinh tế 7,8 - 8%, thu nhập bình quân đầu người 41 triệu đồng, huy động vốn đầu tư toàn xã hội 27.720 tỷ đồng, tổng kim ngạch xuất khẩu khoảng 600 triệu USD, thu ngân sách nhà nước khoảng 5.000 tỷ đồng.

### Giáo dục
Tính đến thời điểm ngày 30 tháng 9 năm 2011, trên địa bàn toàn tỉnh Đắk Lắk có 695 trường học ở cấp phổ, trong đó có Trung học phổ thông có 53 trường, Trung học cơ sở có 221 trường, Tiểu học có 417 trường và 5 trường phổ thông cơ sở, bên cạnh đó còn có 235 trường mẫu giáo. Với hệ thống trường học như thế, nền giáo dục trong địa bàn tỉnh Đắk Lắk cũng tương đối hoàn chỉnh, góp phần giảm thiểu nạn mù chữ trong địa bàn tỉnh.

#### Danh sách các trường Trung học Phổ thông
| Stt | Mã trường | Tên trường                                        | Stt | Mã trường | Tên trường                                     |
| --- | --------- | ------------------------------------------------- | --- | --------- | ---------------------------------------------- |
| 1   | 001       | Sở Giáo dục - Đào tạo Đắk Lắk                     | 38  | 038       | Trung học Phổ thông Lê Hữu Trác                |
| 2   | 002       | Trung học Phổ thông Buôn Ma Thuột                 | 39  | 039       | Trung học Phổ thông Trần Nhân Tông             |
| 3   | 003       | Trung học Phổ thông Chu Văn An                    | 40  | 040       | Trung học Phổ thông Lê Quý Đôn                 |
| 4   | 004       | Trung học Phổ thông Quang Trung                   | 41  | 041       | Trung tâm Giáo dục từ xa M'Drăk                |
| 5   | 005       | Trung học Phổ thông Trần Phú                      | 42  | 042       | Trung tâm Giáo dục từ xa Ea Kar                |
| 6   | 006       | Trung học Phổ thông Dân tộc nội trú Nơ Trang Lơng | 43  | 043       | Trung học Phổ thông Huỳnh Thúc Kháng           |
| 7   | 007       | Trung Tâm Giáo dục từ xa Đắk Lắk                  | 44  | 044       | Trung tâm Giáo dục từ xa Krông Bông            |
| 8   | 008       | Trung học Phổ thông Nguyễn Bỉnh Khiêm             | 45  | 045       | Trung tâm Giáo dục từ xa Buôn Ma Thuột         |
| 9   | 009       | Trung học Phổ thông Lê Hồng Phong                 | 46  | 046       | Trung học Phổ thông Hùng Vương                 |
| 10  | 010       | Trung học Phổ thông Buôn Hồ                       | 47  | 047       | Trung cấp dạy nghề Đắk Lắk                     |
| 11  | 011       | Trung học Phổ thông Cư M'Gar                      | 48  | 048       | Cao đẳng Nghề Thanh niên Dân tộc, Đắk Lắk      |
| 12  | 012       | Trung học Phổ thông Krông Ana                     | 49  | 049       | Trung học Phổ thông Phú Xuân                   |
| 13  | 013       | Trung học Phổ thông Việt Đức                      | 50  | 050       | Trung học Phổ thông Phan Chu Trinh             |
| 14  | 014       | Trung học Phổ thông Phan Bội Châu                 | 51  | 051       | Trung học Phổ thông Nguyễn Trường Tộ           |
| 15  | 015       | Trung học Phổ thông Ngô Gia Tự                    | 52  | 052       | Trung học Phổ thông Lý Tự Trọng                |
| 16  | 016       | Trung học Phổ thông Trần Quốc Toản                | 53  | 053       | Trung tâm Giáo dục từ xa Buôn Đôn              |
| 17  | 017       | Trung học Phổ thông Krông Bông                    | 54  | 054       | Trung tâm Giáo dục từ xa Ea Súp                |
| 18  | 018       | Trung học Phổ thông Nguyễn Tất Thành              | 55  | 055       | Trung cấp Kinh tế Kỹ thuật Đắk Lắk             |
| 19  | 019       | Trung học Phổ thông Ea H'leo                      | 56  | 056       | Trường Văn hóa Nghệ thuật Đắk Lắk              |
| 20  | 020       | Trung học Phổ thông huyện Lăk                     | 57  | 057       | Trường Văn Hóa 3                               |
| 21  | 021       | Trung học Phổ thông Ea Sup                        | 58  | 058       | Trung học Phổ thông Dân tộc nội trú Tây Nguyên |
| 22  | 022       | Trung học Phổ thông Hồng Đức (Buôn Ma Thuột)      | 59  | 059       | Trung học Phổ thông Thực hành Cao Nguyên       |
| 23  | 023       | Trung học Phổ thông Nguyễn Trãi                   | 60  | 060       | Trung học Phổ thông Nguyễn Huệ                 |
| 24  | 024       | Trung học Phổ thông Chuyên Nguyễn Du              | 61  | 061       | Trung học Phổ thông Nguyễn Văn Cừ              |
| 25  | 025       | Trung học Phổ thông Cao Bá Quát                   | 62  | 062       | Trung học Phổ thông Lê Duẩn                    |
| 26  | 026       | Trung học Phổ thông Phan Đình Phùng               | 63  | 063       | Trung học Phổ thông Nguyễn Thị Minh Khai       |
| 27  | 027       | Trung học Phổ thông Buôn Đôn                      | 64  | 064       | Trường năng khiếu Thể dục Thể thao             |
| 28  | 028       | Trung tâm Giáo dục từ xa Krông Ana                | 65  | 065       | Trung học Phổ thông Phan Đăng Lưu              |
| 29  | 029       | Trung tâm Giáo dục từ xa Krông Pắk                | 66  | 066       | Trung học Phổ thông Trường Chinh               |
| 30  | 030       | Trung tâm Giáo dục từ xa Buôn Hồ                  | 67  | 067       | Trung học Phổ thông Trần Quang Khải            |
| 31  | 031       | Trung tâm Giáo dục từ xa huyện Lăk                | 68  | 068       | Trung học Phổ thông Nguyễn Thái Bình           |
| 32  | 032       | Trung tâm Giáo dục từ xa Cư M'Gar                 | 69  | 069       | Trung học Phổ thông Trần Đại Nghĩa             |
| 33  | 033       | Trung tâm Giáo dục từ xa Ea H'Leo                 | 70  | 070       | Trung tâm Giáo dục từ xa Cư Kuin               |
| 34  | 034       | Trung tâm Giáo dục từ xa Krông Năng               | 71  | 071       | Trung học Phổ thông Phạm Văn Đồng              |
| 35  | 035       | Trung học Phổ thông Hai Bà Trưng                  | 72  | 072       | Trung học Phổ thông Ea Rốk                     |
| 36  | 036       | Trung học Phổ thông Nguyễn Công Trứ               | 73  | 073       | Trung học Phổ thông Trần Hưng Đạo              |
| 37  | 037       | Trung học Phổ thông Y Jut                         |     |           |                                                |

#### Trường Đại Học / Cao đẳng / Trung cấp
- Trường Đại học Tây Nguyên
- Trường Đại học Y Dược Buôn Ma Thuột
- Phân hiệu Trường Đại học Đông Á tại Buôn Ma Thuột - Đắk Lắk
- Phân hiệu Trường Đại học Luật Hà Nội tại tỉnh Đắk Lắk
- Phân hiệu Học viện Hành chính và Quản trị công tại tỉnh Đắk Lắk
- Trường Cao đẳng Văn Hóa - Nghệ thuật Tỉnh Đắk Lắk
- Trường Cao đẳng FPT Polytechnic - Cơ sở Tây Nguyên
- Trường Cao đẳng Đắk Lắk (Sáp nhập Trường Cao đẳng Công nghệ Tây Nguyên+Trường Cao đẳng Kỹ thuật Đắk Lắk)
- Trường Cao đẳng Bách Khoa Tây Nguyên
- Trường Cao đẳng Y tế Đắk Lắk
- Trường Cao đẳng Sư Phạm Đắk Lắk (Sáp nhập Trường Trung cấp Sư phạm Mầm non Đắk Lắk+Trường Cao đẳng Sư Phạm Đắk Lắk)
- Trường Cao đẳng Công Thương Việt Nam - Cơ sở Đắk Lắk
- Trường Trung cấp Đắk Lắk (Sáp nhập Trường Trung cấp Đắk Lắk+Trường Trung cấp Kinh tế kỹ thuật Đắk Lắk)
- Trường Trung cấp Trường Sơn
- Trường Trung cấp Tây nguyên

## Dân cư
| Năm  | Số dân (người) | Năm  | Số dân (người) | Năm  | Số dân (người) | Năm  | Số dân (người) |
| ---- | -------------- | ---- | -------------- | ---- | -------------- | ---- | -------------- |
| 1995 | 1.398.300      | 2000 | 1.860.900      | 2005 | 1.658.500      | 2010 | 1.754.400      |
| 1996 | 1.501.800      | 2001 | 1.912.200      | 2006 | 1.677.800      | 2011 | 1.771.800      |
| 1997 | 1.605.100      | 2002 | 1.954.500      | 2007 | 1.696.600      | 2014 | 1.834.800      |
| 1998 | 1.703.100      | 2003 | 1.995.600      | 2008 | 1.715.100      | 2015 | 1.850.000      |
| 1999 | 1.793.400      | 2004 | 1.635.600      | 2009 | 1.735.700      | 2016 | 1.874.500      |
| 2019 | 1.869.322      |      |                |      |                |      |                |

Tính đến ngày 31 tháng 12 năm 2023, dân số toàn tỉnh Đắk Lắk là 2.207.244 người, mật độ dân số đạt 135 người/km² Trong đó dân số sống tại thành thị đạt 462.013 người, chiếm 24,7% dân số toàn tỉnh, dân số sống tại nông thôn đạt 1.407.309 người, chiếm 75,3% dân số toàn tỉnh. Dân số nam đạt 942.578 người, trong khi đó nữ đạt 926.744 người. Tỷ lệ tăng tự nhiên dân số phân theo địa phương tăng 0,75 ‰ Đây cũng là tỉnh đông dân nhất vùng Tây Nguyên với hơn 1,8 triệu dân. Tỷ lệ đô thị hóa tính đến năm 2023 đạt 25,76%.
Theo thống kê của tổng cục thống kê Việt Nam, tính đến ngày 1 tháng 4 năm 2019, toàn tỉnh Đắk Lắk có 13 tôn giáo khác nhau chiếm 577.920 người. Trong đó, nhiều nhất là Công giáo với 265.760 người, thứ 2 là Đạo Tin Lành với 181.670 người, thứ 3 là Phật giáo với 126.660, thứ 4 là Đạo Cao Đài có 3.572 người, cùng với các tôn giáo khác như Phật giáo Hòa Hảo có 162 người, Hồi giáo có 65 người, Bửu sơn kỳ hương có 23 người, Tịnh độ cư sĩ Phật hội Việt Nam có 3 người, Bahá'í có 2 người, ít nhất là Minh Sư Đạo, Minh Lý Đạo và Đạo Tứ Ân Hiếu Nghĩa mỗi đạo có 1 người.
Theo thống kê của tổng cục thống kê Việt Nam, tính đến ngày 1 tháng 4 năm 2009, toàn tỉnh Đắk Lắk có 47 dân tộc cùng người nước ngoài sinh sống. Trong đó dân tộc Kinh chiếm đông nhất với 1.161.533 người, thứ 2 là Người Ê Đê có 298.534 người, thứ 3 là Người Nùng có 71.461 người, thứ 4 là Người Tày có 51.285 người. Cùng các dân tộc ít người khác như M'nông có 40.344 người, Người Mông có 22.760 người, Người Thái có 17.135 người, Người Mường có 15.510 người...

## Văn hóa

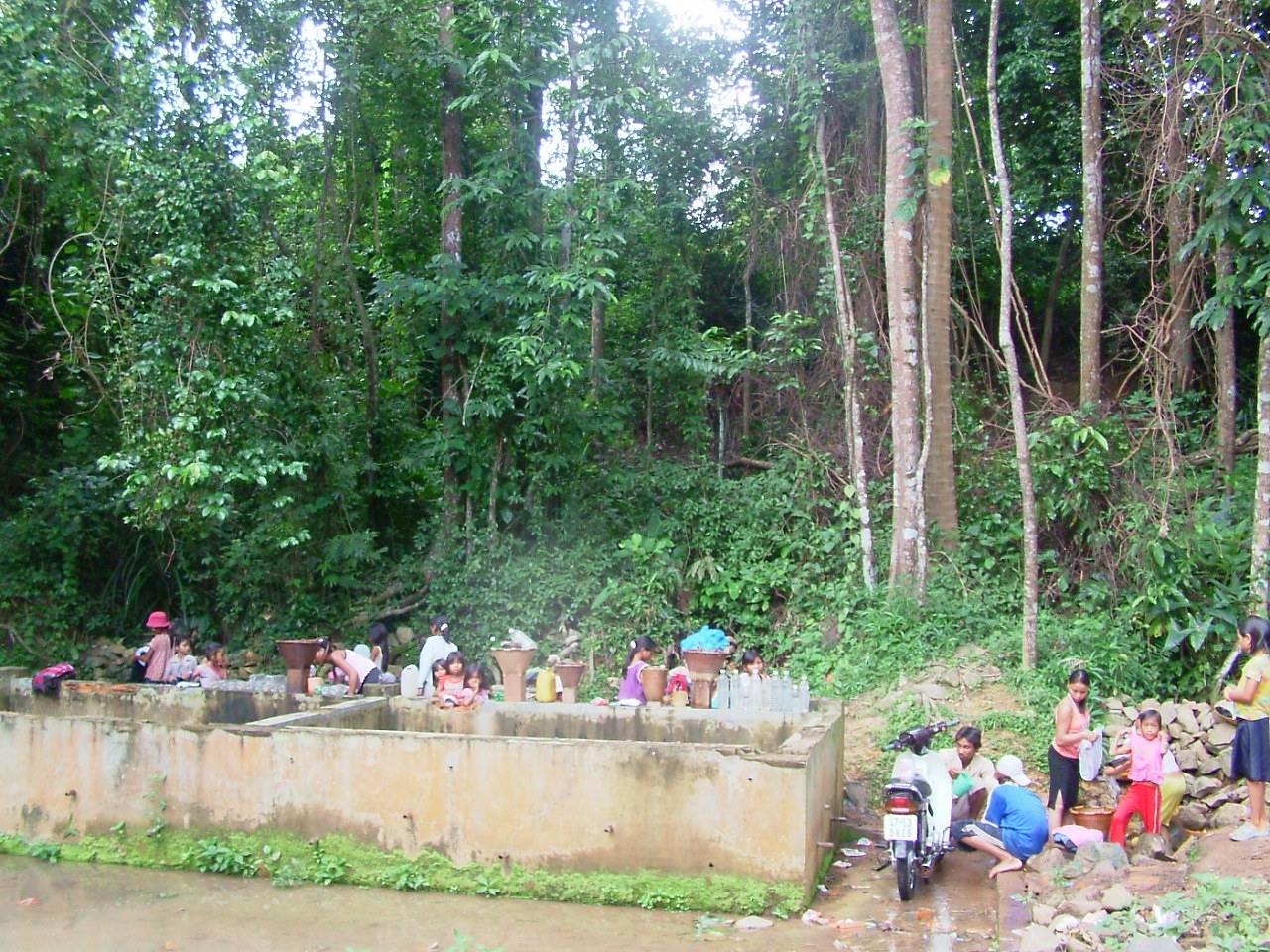
Bến nước Kodung

Đắk Lắk có bản sắc văn hóa đa dạng như các trường ca truyền miệng lâu đời Đam San, Xinh Nhã dài hàng nghìn câu, như các ngôn ngữ của người Ê Đê, người M'Nông...như các đàn đá, đàn T'rưng, đàn k'lông pút... Đắk Lắk được xem là một trong những cái nôi nuôi dưỡng Không gian văn hóa Cồng Chiêng Tây Nguyên, được UNESCO công nhận là Kiệt tác truyền khẩu và phi vật thể nhân loại.
Các lễ hội đáng chú ý gồm có Lễ mừng lúa mới, Lễ bỏ mả, Lễ hội đâm trâu, Lễ cúng Bến nước, Lễ hội đua voi, Lễ hội Cồng chiêng và Lễ hội cà phê... được tổ chức đều đặn hàng năm như một truyền thống. Các Di tích lịch sử tại Đắk Lắk như Đình Lạc Giao, Chùa Sắc tứ Khải Đoan, Nhà đày Buôn Ma Thuột, Khu Biệt điện Bảo Đại, Toà Giám mục tại Đắk Lắk, Hang đá Đắk Tur và Tháp Yang Prong...

## Y tế
Đắk Lắk là trung tâm về Y tế vùng Tây Nguyên. Với một số bệnh viện lớn cấp Vùng như Bệnh viện Đa khoa Vùng Tây Nguyên với quy mô 800 giường bệnh nội trú. Với nỗ lực của các Y - Bác sĩ,  bệnh viện đã hạn chế được 1 phần về tình trạng bệnh nhân cấp cứu phải chuyển tuyến đến các bệnh viện tuyến trên như: Bệnh viện Chợ Rẫy (Hồ Chí Minh), Bệnh viện Đà Nẵng (Đà Nẵng), Bệnh viện Bạch Mai (Hà Nội).

## Thể thao
Đắk Lắk có Câu lạc bộ bóng chuyền Đắk Lắk hiện đang thi đấu tại giải vô địch và câu lạc bộ bóng đá Đắk Lắk thi đấu ở giải hạng nhất Quốc gia

## Du lịch

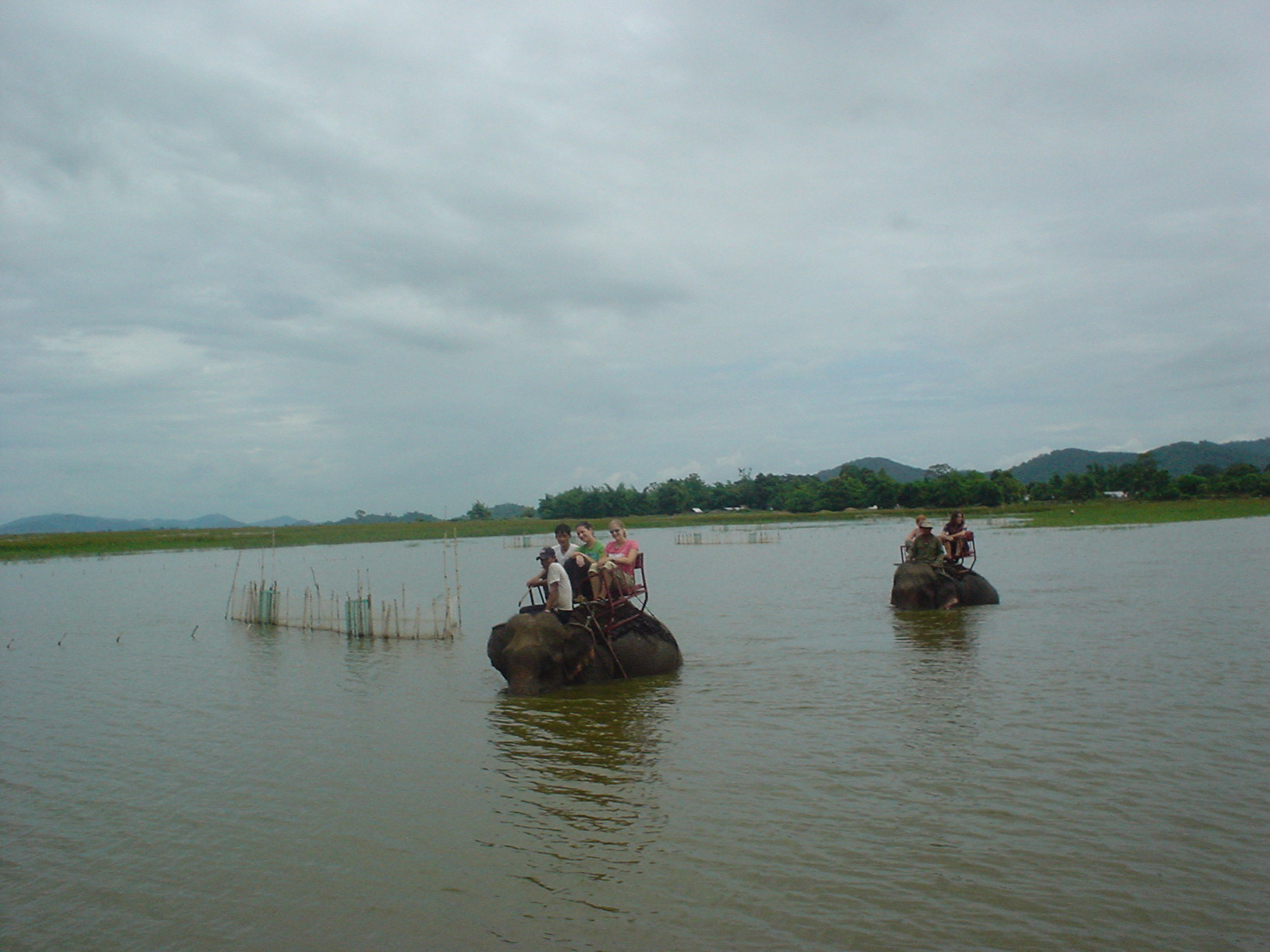
Du khách đi voi ở hồ Lắk

Du lịch Đắk Lắk đang có lợi thế với nhiều địa danh cho phép khai thác theo hướng kết hợp cảnh quan, sinh thái, môi trường và truyền thống văn hóa của nhiều dân tộc trong tỉnh như hồ Lắk, Thác Gia Long, cụm du lịch Buôn Đôn, Thác Krông Kmar, Thác Đray Nur, Thác Thủy Tiên,... bên cạnh các vườn quốc gia, khu bảo tồn thiên nhiên Chư Yang Sin, Easo...

## Giao thông

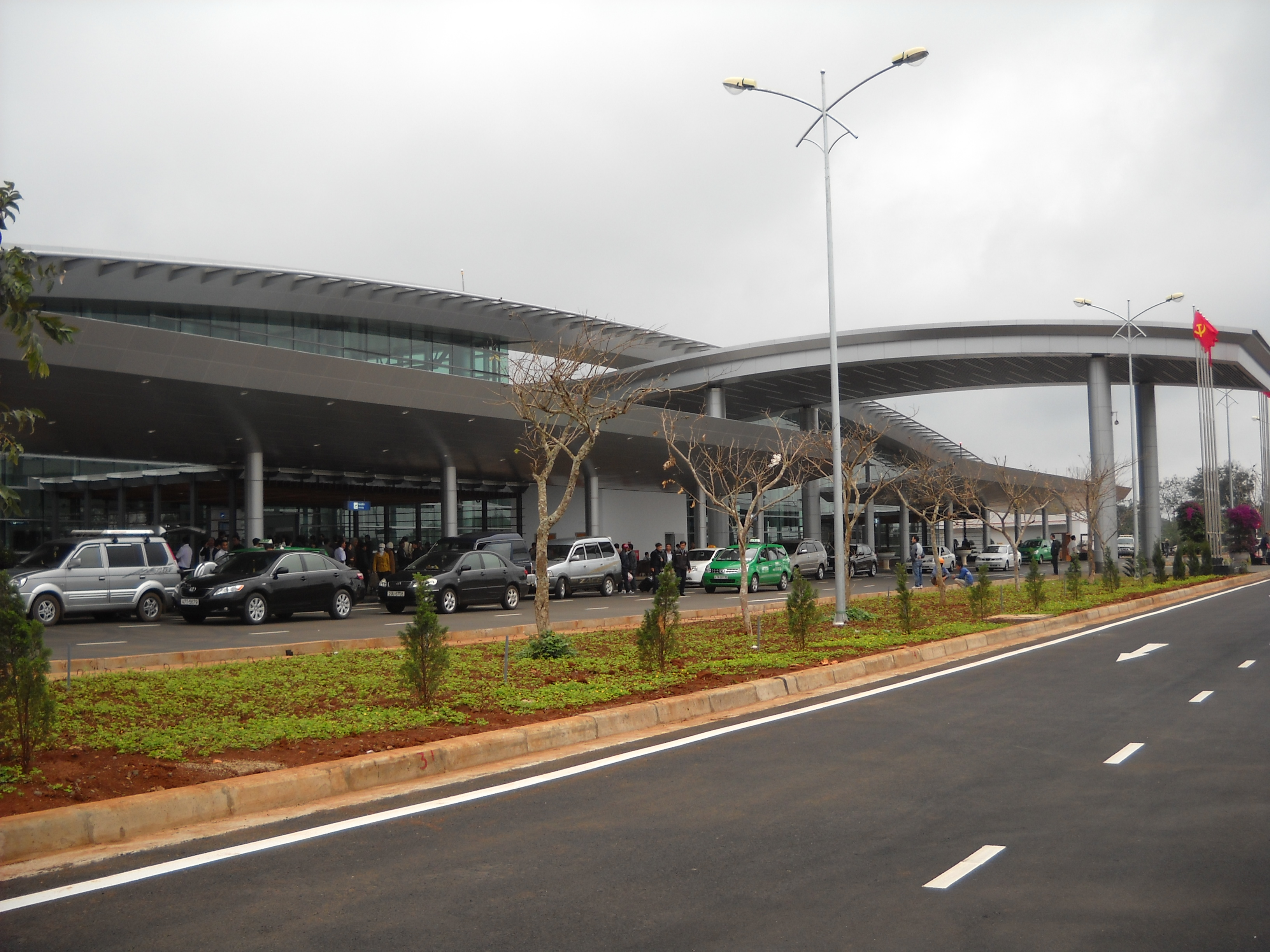
Nhà ga sân bay Buôn Ma Thuột

Đắk Lắk có Sân bay Buôn Ma Thuột tuyến từ Buôn Ma Thuột đến các thành phố lớn như Thành phố Hồ Chí Minh, Hà Nội, Đà Nẵng, Vinh, Hải Phòng, Thanh Hóa, Cần Thơ Ngoài ra, 14 tỉnh lộ với tổng chiều dài 460 km, có quốc lộ 14 chạy qua nối với thành phố Đà Nẵng qua các tỉnh Gia Lai, Kon Tum và nối với Thành phố Hồ Chí Minh qua Bình Phước và Bình Dương...Song song với biên giới Campuchia có quốc lộ 14C. Quốc lộ 27 nối thành phố Buôn Ma Thuột với thành phố Phan Rang đi qua tỉnh Lâm Đồng có đoạn chung với quốc lộ 20. Quốc lộ 26 từ Đắk Lắk đi tỉnh Khánh Hòa, nối với Quốc lộ 1 tại phường Ninh Hiệp, thị xã Ninh Hoà, tỉnh Khánh Hòa. Quốc lộ 29 nối thị xã Buôn Hồ với tỉnh Phú Yên tại cảng Vũng Rô. Đường cao tốc Khánh Hòa – Buôn Ma Thuột từ thị xã Ninh Hòa của Khánh Hòa đến điểm cuối tại huyện Cư Kuin của Đắk Lắk.

## Danh nhân

### Chính trị, lịch sử
- N'Trang Gưh (1845-1913): Là người dân tộc Êđê, lãnh đạo cuộc khởi nghĩa chống thực dân Pháp từ năm 1887 đến 1913, gây nhiều khó khăn cho quân xâm lược.
- Ama Jhao (1840-1905): Tên thật là Y Yên Ayŭn, một tù trưởng giàu có và uy tín, đã lãnh đạo cuộc khởi nghĩa chống thực dân Pháp từ năm 1889 đến 1905.
- Y Jút H'Wing (1888-1934): Một nhân sĩ trí thức người Êđê, đã tham gia phong trào đấu tranh chống thực dân Pháp của giới công chức, viên chức Buôn Ma Thuột vào những năm 1925-1926.
- Y Ngông Niê Kdăm (1922-2001): Là người dân tộc Êđê, một nhân vật chính trị tiêu biểu của Đắk Lắk. Ông từng giữ nhiều chức vụ quan trọng như Thứ trưởng Bộ Giáo dục, Phó Chủ tịch rồi Chủ tịch UBND tỉnh Đắk Lắk, Bí thư Tỉnh ủy Đắk Lắk. Ông là Đại biểu Quốc hội 9 khóa liên tục (khóa I đến khóa IX).
- Ama Pui (1932-2005): Tên khai sinh là Y Liă Mjâo, từng giữ chức Phó Bí thư Thị ủy, Phó Chủ tịch UBND, Chủ tịch Mặt trận thị xã Buôn Ma Thuột sau năm 1975. Sau đó, ông là Ủy viên Ban Chấp hành Trung ương Đảng và Bí thư Tỉnh ủy, Chủ tịch UBND tỉnh Đắk Lắk.

### Văn hóa, nghệ thuật
- NSND Y Moan Ênuôl (1957-2010): Được mệnh danh là "Giọng ca của đại ngàn Tây Nguyên", ông là một trong những nghệ sĩ người Êđê nổi tiếng nhất Việt Nam với những đóng góp to lớn cho âm nhạc dân gian và hiện đại.
- Nghệ nhân Y Nuh Niê: Người có đóng góp lớn trong việc gìn giữ và phát huy sử thi Ê Đê, với hơn 45 năm miệt mài hát kể sử thi và truyền dạy cho nhiều thế hệ.
- NSND Y San Aliô và NSƯT Y Joel Knul: Những nghệ sĩ đã được vinh danh vì những đóng góp trong việc bảo tồn và phát triển văn hóa nghệ thuật của dân tộc Êđê.
- H'Hen Niê (sinh năm 1992): Hoa hậu Hoàn vũ Việt Nam 2017, là người dân tộc thiểu số đầu tiên đăng quang ngôi vị cao nhất của cuộc thi này, truyền cảm hứng mạnh mẽ về nghị lực và bản sắc văn hóa.
- Nhã Phương (sinh năm 1990): Nữ diễn viên điện ảnh và truyền hình nổi tiếng, quê ở Đắk Lắk, được biết đến qua nhiều vai diễn ấn tượng.
- Hồ Quang Hiếu (sinh năm 1983): Ca sĩ nổi tiếng với nhiều bản hit, cũng là một người con của Đắk Lắk.
- Hiền Hồ (sinh năm 1997): Nữ ca sĩ trẻ tài năng và triển vọng, được biết đến sau The Voice 2017.
- Lê Bê La (sinh năm 1987): Nữ diễn viên truyền hình nổi tiếng tại Việt Nam. Cô được biết đến qua vai Tùng trong Cổng mặt trời và nhiều phim truyền hình khác như Hoa nắng, Thời gian để yêu, Bão ngầm...
- Trương Đình Hoàng: Võ sĩ quyền anh chuyên nghiệp nổi tiếng, là niềm tự hào của thể thao Đắk Lắk.

## Hình ảnh

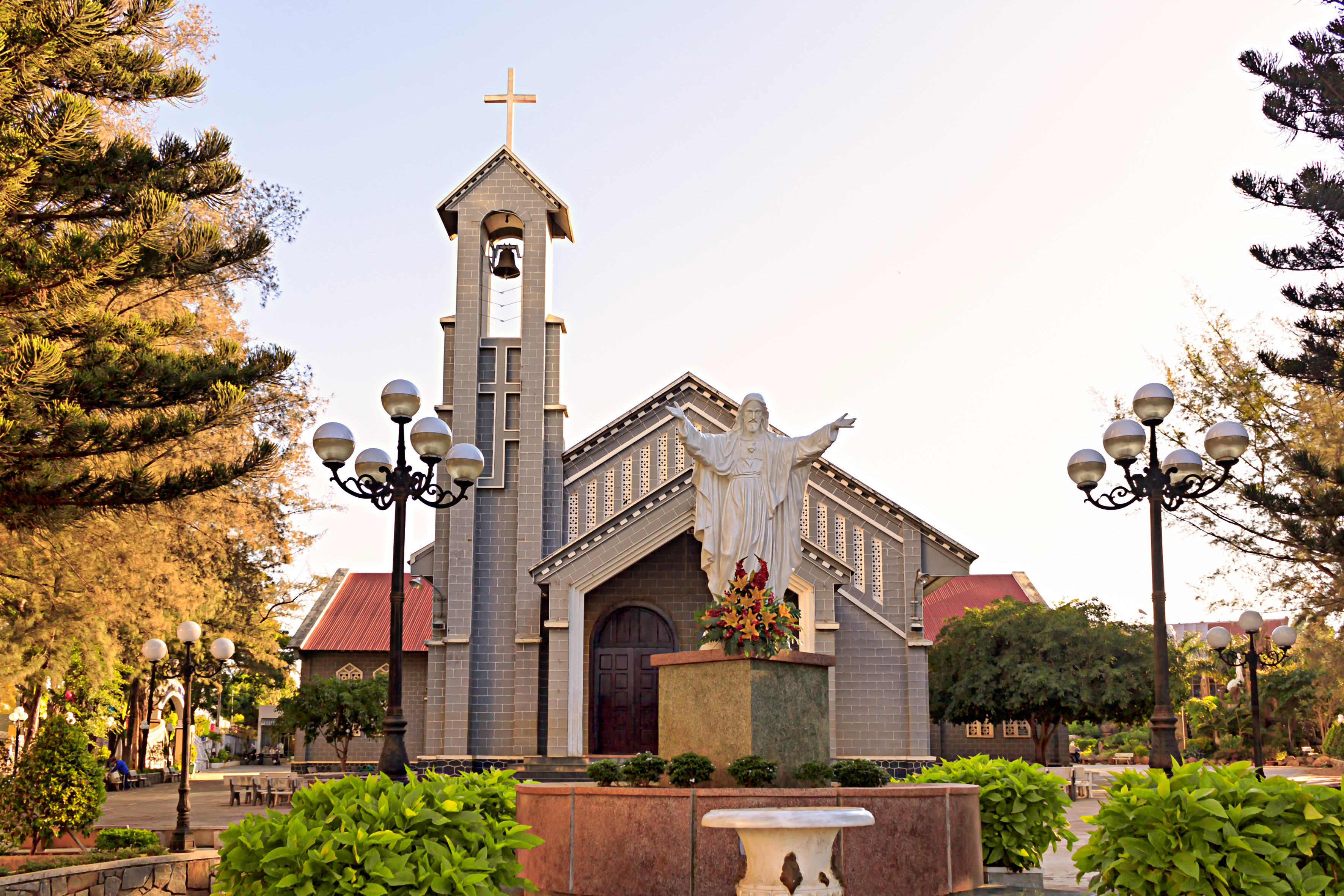
Nhà thờ chính tòa Giáo phận Ban Mê Thuột
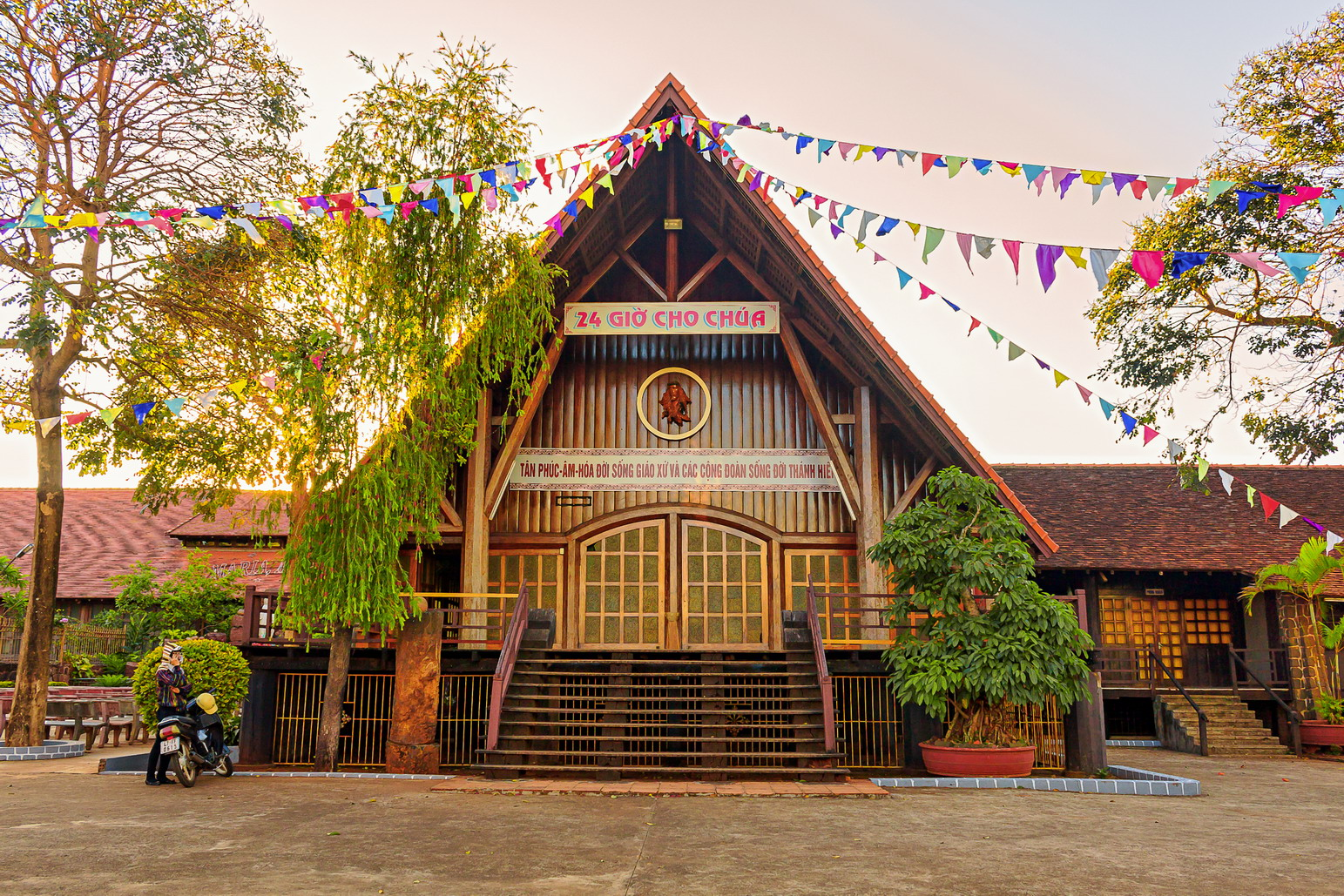
Tòa giám mục Ban Mê Thuột
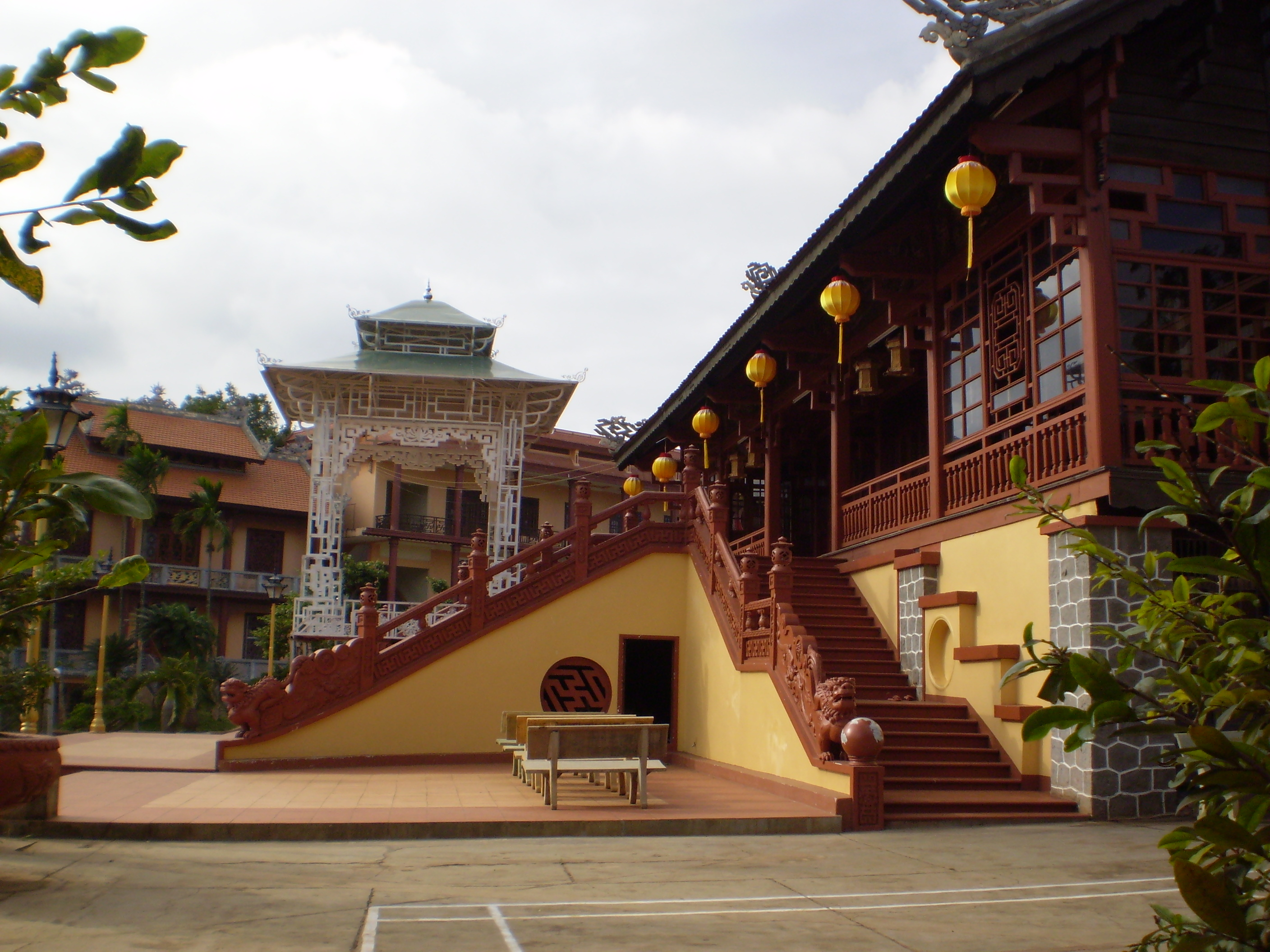
Chùa Khải Đoan
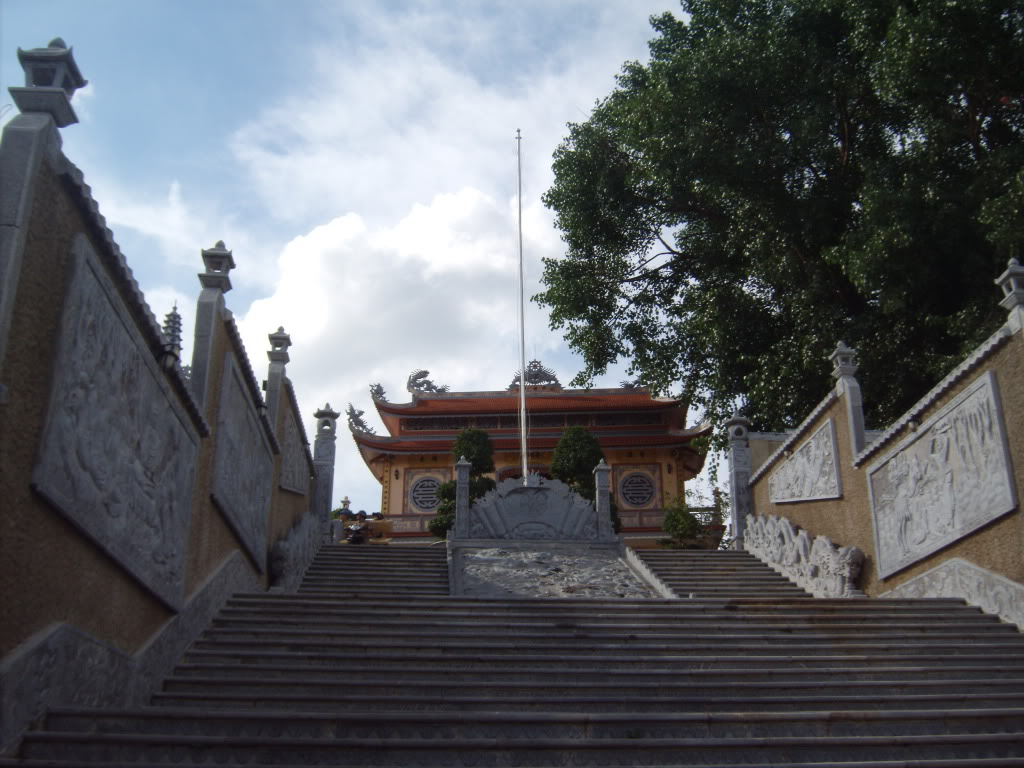
Chùa Phổ Minh
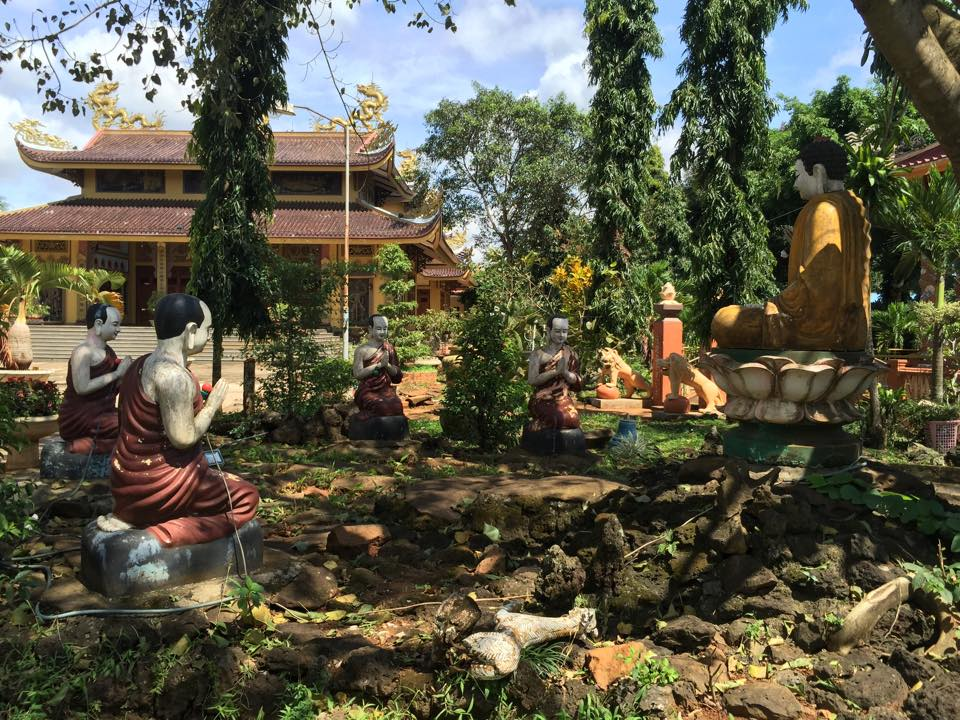
Chùa Liên Trì
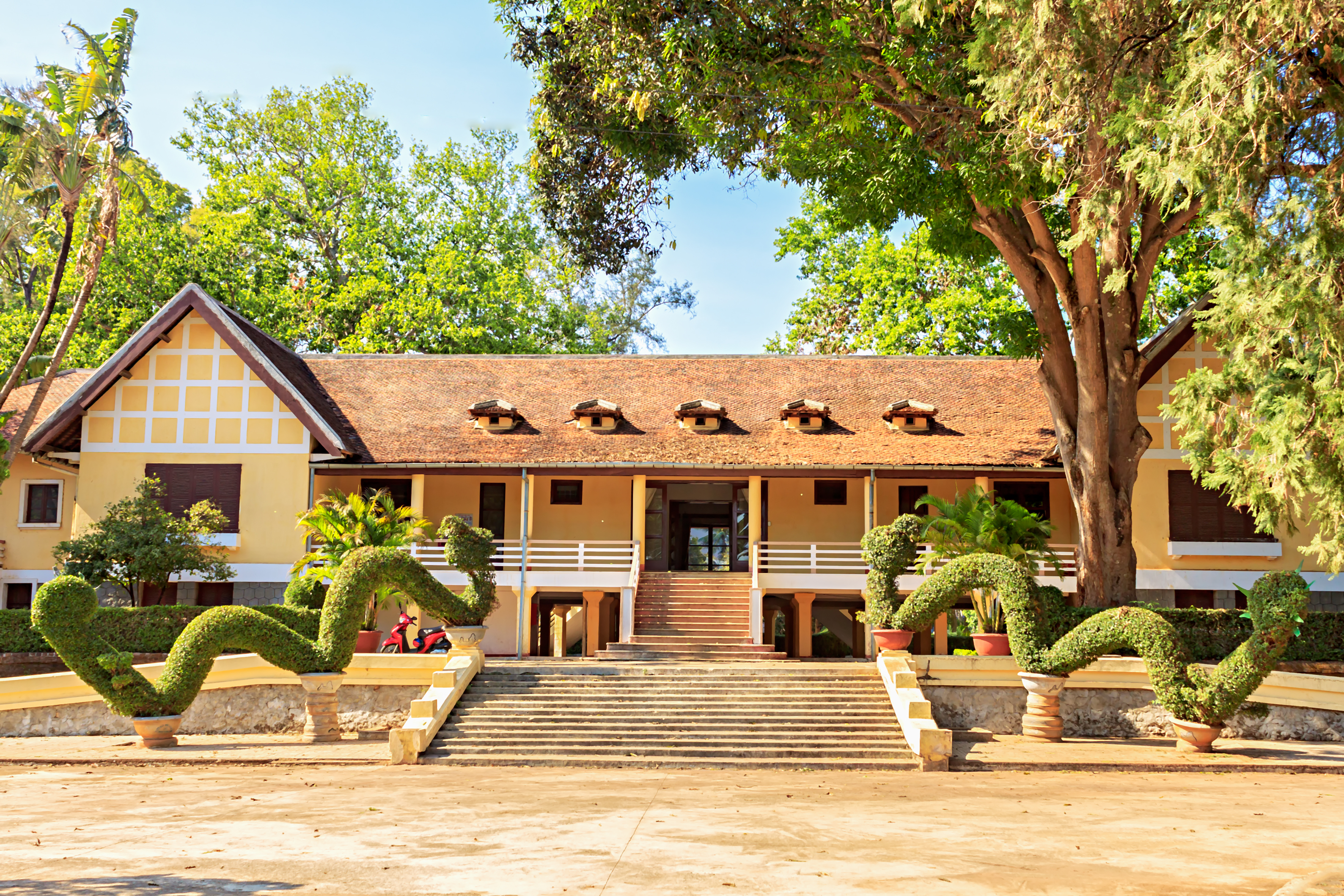
Biệt điện Bảo Đại
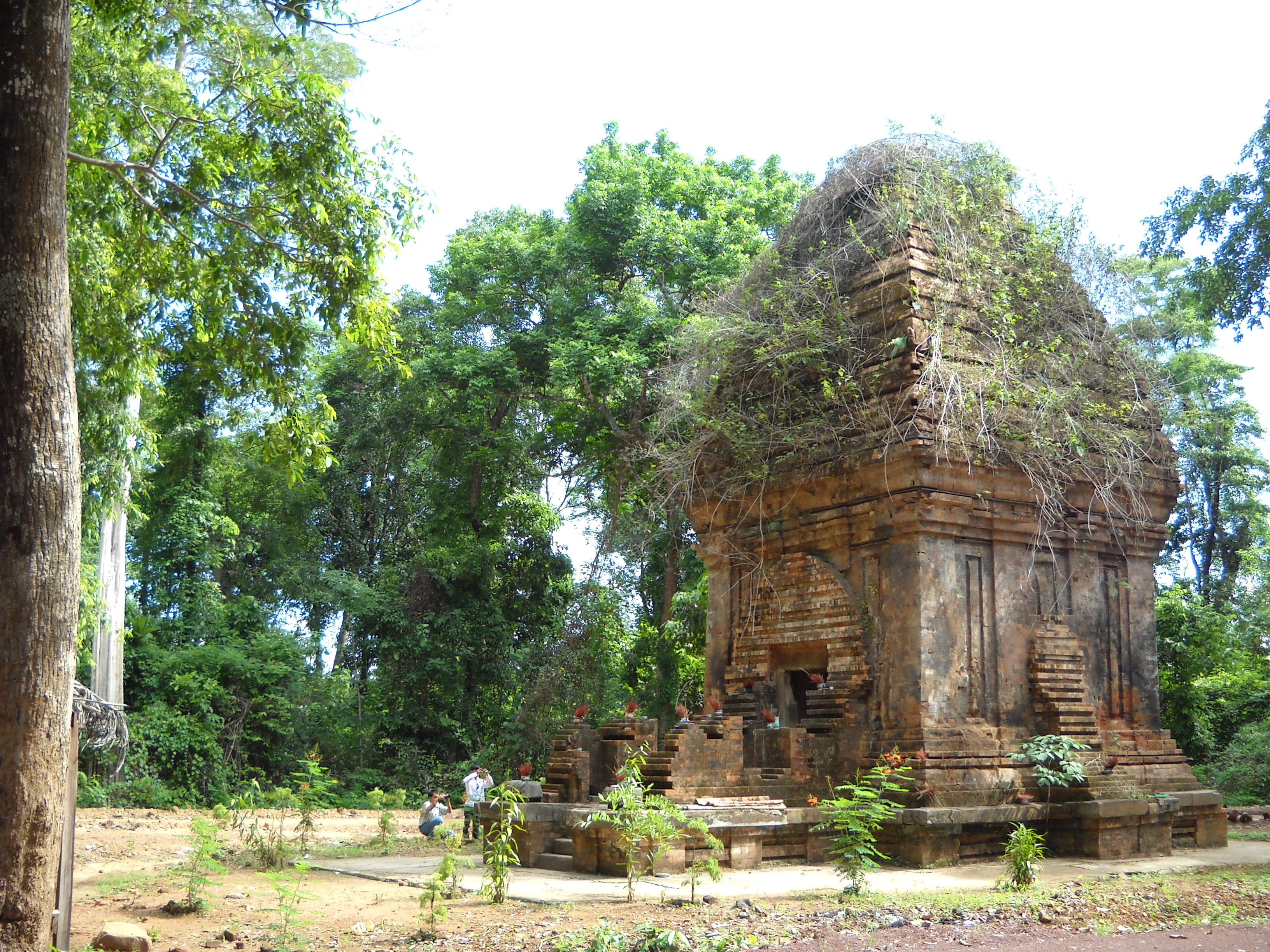
Tháp Chăm, Ea Súp
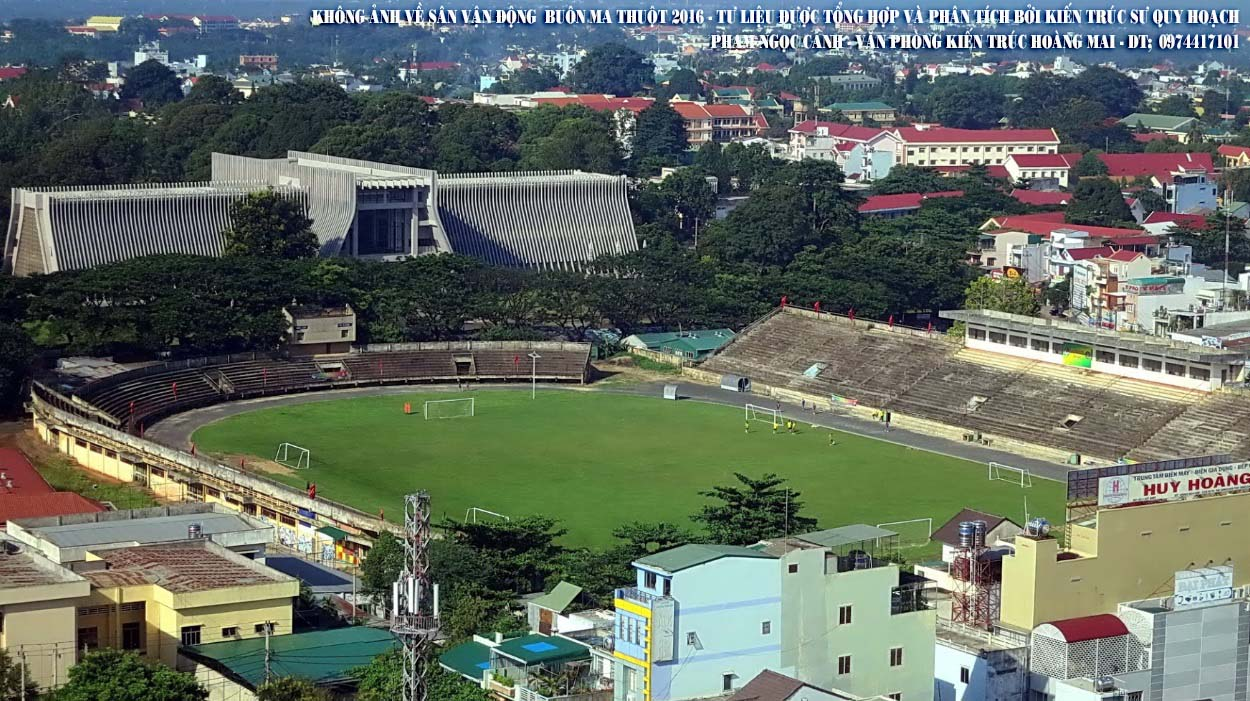
Sân vận động Buôn Ma Thuột nhìn từ trên cao

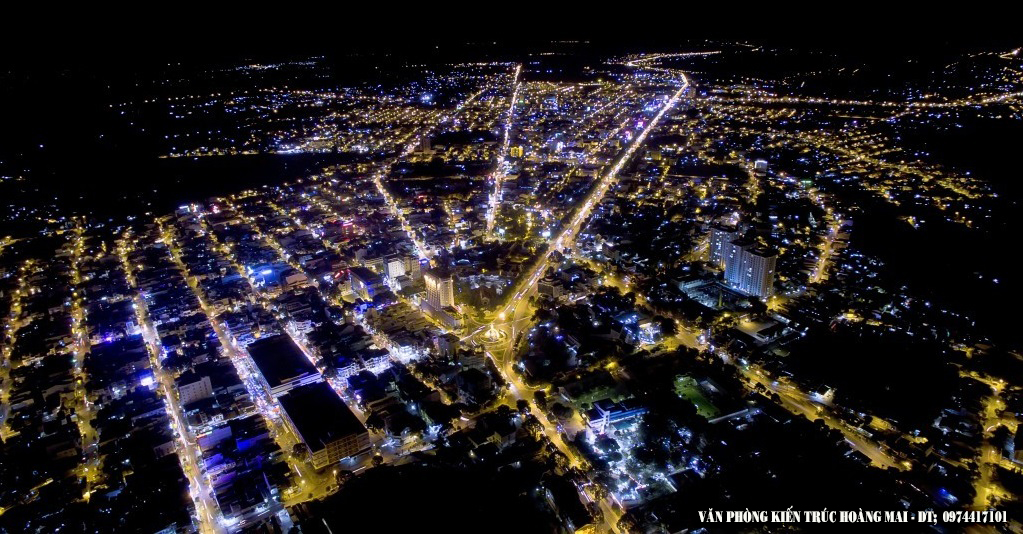
Trung tâm Thành phố Buôn Ma Thuột về đêm

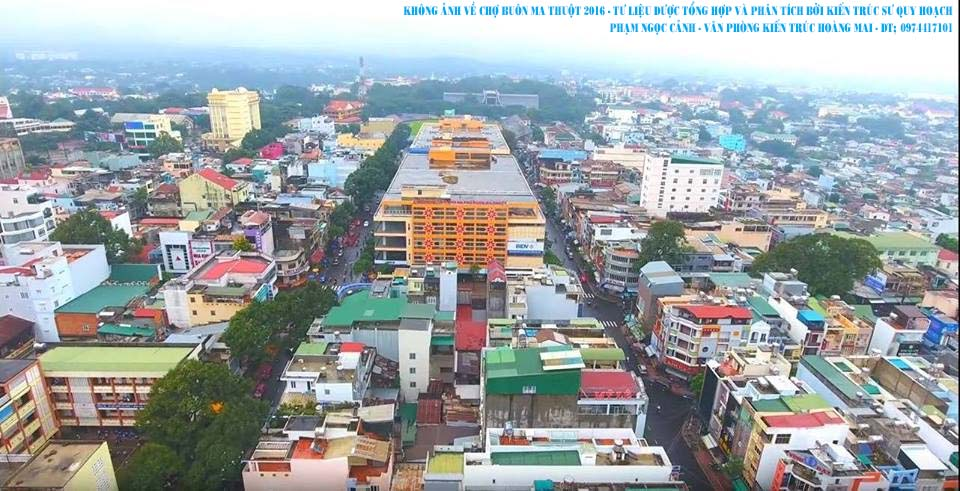
Toàn cảnh khu vực chợ Thành phố Buôn Ma Thuột nhìn từ trên cao